# Tribunal de Execução de Penas de Lisboa
O Tribunal de Execução de Penas de Lisboa é um Tribunal português especializado, sediado em Lisboa, com competência para a apreciação jurisdicional da execução das penas criminais. Tem jurisdição territorial sobre as Comarcas de Lisboa, Lisboa Norte, Lisboa Oeste e Madeira e os Estabelecimentos Prisionais de Alcoentre, das Caldas da Rainha e de Vale de Judeus.
O Tribunal está instalado no Campus de Justiça de Lisboa. 